# Slepák nažloutlý
Slepák nažloutlý (Xerotyphlops vermicularis) je druh hada. Žije na území od Balkánského poloostrova, Egejských ostrovů a Kypru až po Afghánistán.

## Popis
Dospělé kusy mohou dosáhnout délky až 40 cm, častěji jsou však menší. Hlava je nenápadná, plochá se zakulaceným čenichem uzpůsobeným k prorývání zeminou. Oči, vnímající světlo a tmu, jsou umístěny na vrchní straně hlavy a vypadají jako dva tmavé body. Jsou kryté šupinami.

## Biotop a chování
Vyskytuje se v nížinách i pahorkatinách. Vyhledává suché, spoře zarostlé biotopy vystavené slunci. Nejčastěji se zdržují pod kameny a v půdě. Na povrch se dostává zřídka, většinou za soumraku a v noci. 
Na jaře se tito hádci vyskytují těsně pod povrchem a pod kameny, kde hledají partnery. V létě jsou zahrabáni mnohem hlouběji. Samice kladou 4–8 žlutobílých vajec velkých přibližně 11–25 mm.

## Potrava
Specializací tohoto hada jsou mravenčí kukly, občas přijímá velmi malé pavouky, stonožky, brouky a měkké larvy dalších členovců.